# Domenico Gagini
Domenico Gagini o Gaggini (Bissone, 1420 circa – Palermo, 29 settembre 1492) è stato uno scultore italiano, originario del Canton Ticino, nell'attuale Svizzera, figlio di Pietro, attivo in Italia nel Rinascimento.
Sposa Soprana de' Savignone dalla quale ha il primo figlio maschio Giovanni Gagini, in seconde nozze Caterina con la quale genera Antonello Gagini. Stabilitosi definitivamente a Palermo nel 1463 ove rimarrà fino alla morte, darà vita alla nota dinastia artistica siciliana dei Gagini e all'omonima bottega.

## Biografia

### Gli esordi
Della sua formazione non si hanno notizie documentate, anche se la sua opera rivela influssi gotico-lombardi dovuti quindi alla sua formazione giovanile. Secondo Vasari sarebbe stato allievo di Filippo Brunelleschi a Firenze, e anche il Filarete nel suo Trattato di architettura parla di un «Domenico proveniente dal lago di Lugano, discepolo di Pippo di Ser Brunelleschi». La sua permanenza a Firenze ebbe luogo probabilmente dal 1444 al 1446; in tale periodo avrà avuto modo di ammirare l'opera di Donatello, ma soprattutto le formelle di Lorenzo Ghiberti, il cui stile era più congeniale alla sua formazione tardogotica.

### Cappella di San Giovanni Battista nella cattedrale di Genova

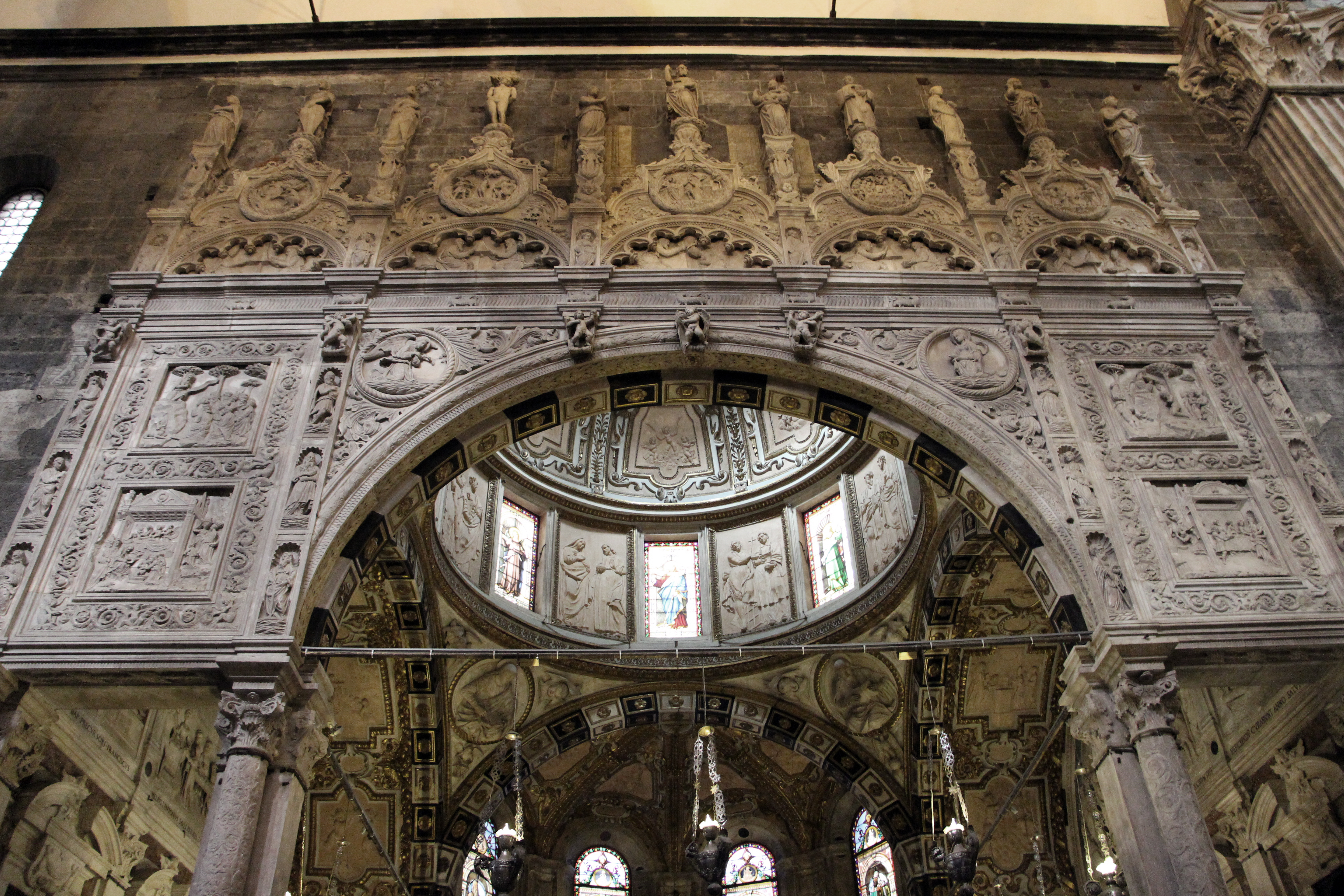
Prospetto della Cappella di San Giovanni Battista a Genova

Nel 1448 gli viene commissionata la Cappella di San Giovanni Battista nella cattedrale di San Lorenzo a Genova. Il progetto iniziale che Domenico doveva realizzare si rifaceva alla tradizione dei cappelloni trecenteschi di matrice tardogotica. Il documento di commissione stesso riferisce sia del modello sia del luogo dove sarebbe stara eretta: un cappellone addossato alla parte sinistra della tribuna della chiesa, dove già si conservavano le spoglie del Precursore. Domenico progetta una struttura che ricorda molto il monumento funebre Brancacci realizzato a Napoli da Michelozzo di Bartolomeo, modello che l'artista bissonese conosceva dal diretto contatto con Michelozzo, attivo nella cerchia brunelleschiana. La cappella si affaccia sulle ultime campate della navata sinistra prossima al braccio settentrionale della crociera. 
Domenico presenta in seguito un progetto che ricorda da vicino la facciata della Cappella de' Pazzi di Firenze, ma anche la cornice della Presentazione dei Magi di Gentile da Fabriano. I pezzi del vecchio cappellone furono smontati e rimontati nella nuova facciata. Un rilievo della facciata elaborato da Fabio Cosentino ha permesso di ricostruire il primo progetto in tutti i suoi componenti architettonici e iconografici rivelando chiari influssi rosselliniani e michelozziani che fanno supporre una continuità lavorativa di Domenico nei cantieri di Santo Spirito e di San Lorenzo in Firenze proprio negli anni che vanno dal 1446 al 1448.
Col progetto varato nel 1448, i cantieri attivi dal 1451 al 1465, con la collaborazione del figlio Giovanni Gaggini e del nipote Elia Gagini (1451-1456), il sacro recinto fu ulteriormente ingrandito, perfezionato e arricchito. Elia assicurò il proseguimento, completamento e la consegna dell'imponente manufatto dal 1456 al 1465. 

### Le sculture dell'arco trionfale di Alfonso V d'Aragona a Napoli

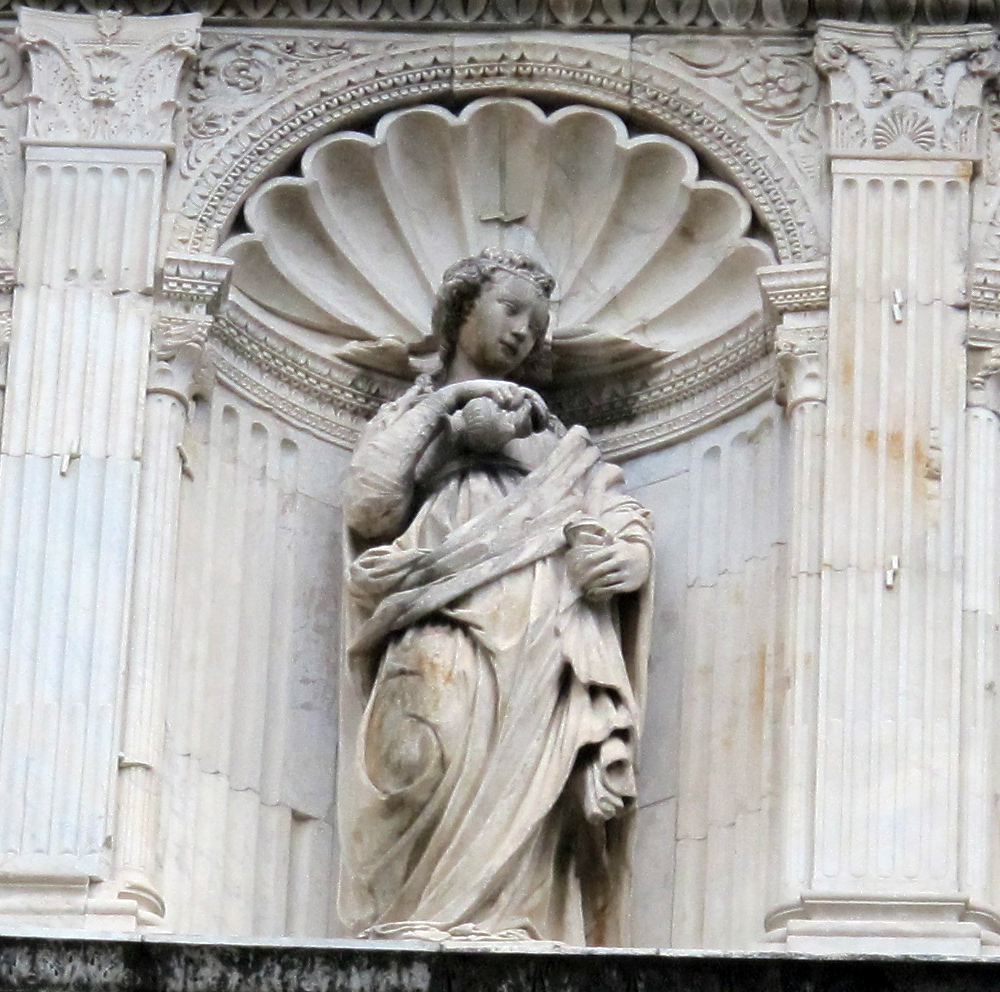
Statua della Temperanza, Castel Nuovo, Napoli

Intorno al 1457 è a Napoli, dove la sua personalità si arricchisce delle innovazioni diffuse da Francesco Laurana. Partecipa infatti a una delle realizzazioni che aprono la fase rinascimentale nel Mezzogiorno d'Italia, cioè l'apparato delle sculture in Castel Nuovo a Napoli dell'Arco di Alfonso V d'Aragona (1457-1458) inserito nella cerchia di artisti organizzata da Laurana. Frutto del suo scalpello è la statua della Temperanza. Sempre in Castel Nuovo gli vengono attribuite la porta bifronte, il perduto varco d'accesso alla Sala dei Baroni e la Madonna della Cappella di Santa Barbara conservata a Capodimonte.

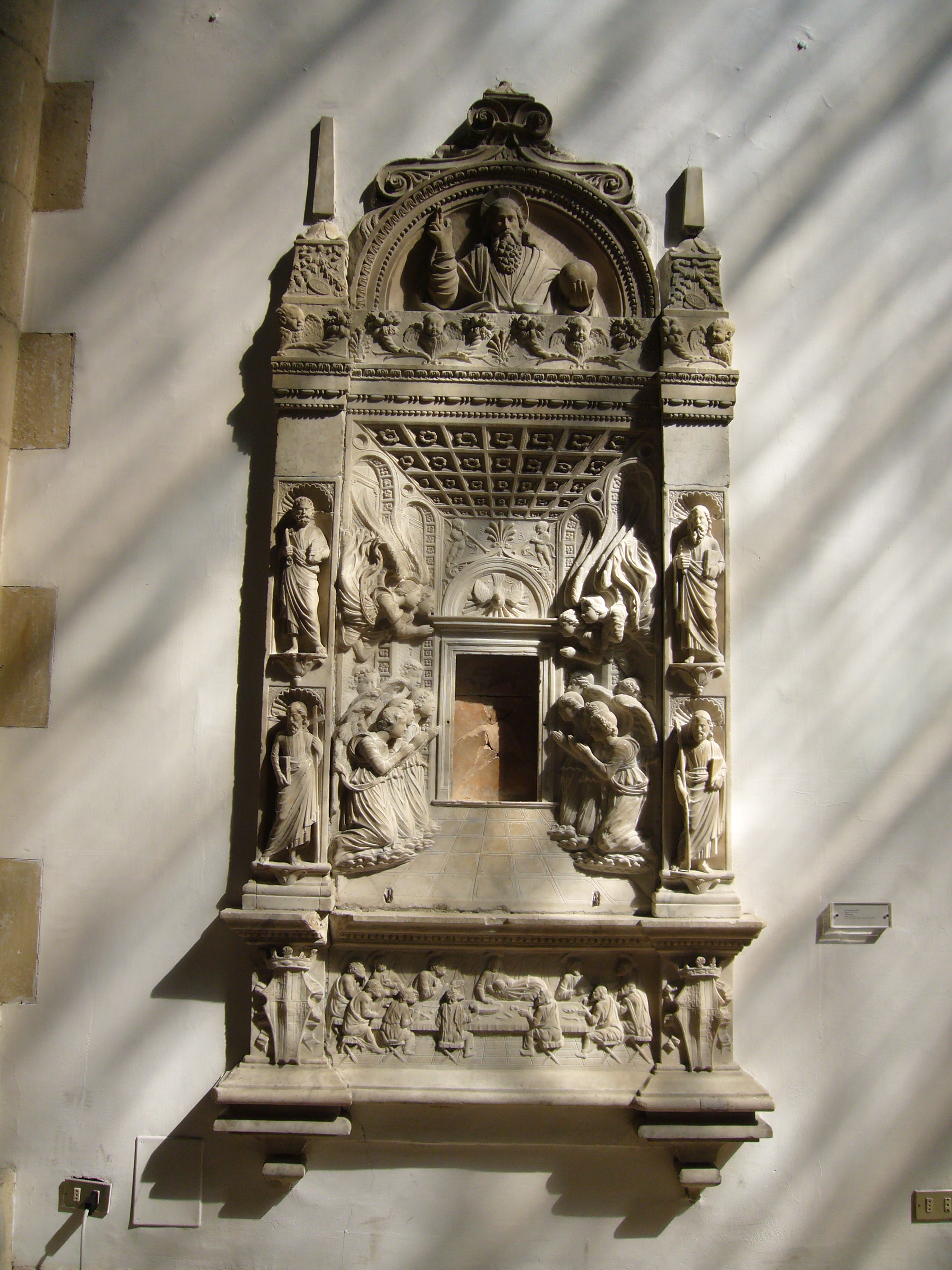
Tabernacolo della Cappella palatina in Castel Nuovo

### Lavori eseguiti in Sicilia
Sull'onda della diffusione dell'arte rinascimentale avviata dall'arco trionfale del Castel Nuovo, l'artista arriva a Palermo nel 1459 dove resterà per i successivi trent'anni, aprendo una bottega che alla sua morte sarà ripresa da suo figlio Antonello. Contribuirà fortemente alla diffusione del linguaggio rinascimentale in Sicilia guadagnandosi l'appellativo dialettale confidenziale di "Mastru Duminicu marmuraru". Le cronache delle iniziali commissioni riportano le generalità distorte in Domenico Cangemi «lu marmuraru» d'origine lombarda e si ha traccia delle prime attività lavorative dal 1460 al 1463, con opere consistenti nel recupero, ripristino e manutenzione di mosaici, arabeschi e intarsi, dei manufatti marmorei preesistenti, lavori della Cappella Palatina di Palazzo Reale a Palermo. Questi primi interventi si identificano nella Risurrezione di Tabita, ove realizza come sfondo panoramico dettagli architettonici che richiamano alla memoria la cupola della cattedrale di Santa Maria del Fiore di Firenze. Con riferimenti a Filippo Brunelleschi, l'artista omaggia riconoscente il maestro, testimonia concretamente i trascorsi fiorentini, suggella ulteriormente la cronaca fornita dallo storico Giorgio Vasari. L'arte non fu solo l'unica fonte di sostentamento economico, ma anche il commercio e il traffico di prodotti isolani. 
Pietro Speciale, gli affidò nel 1463 al G. la costruzione di un monumento sepolcrale nella cappella di famiglia, in san Francesco d'Assisi a Palermo di cui sopravvive oggi il sarcofago con la figura giacente del figlio Nicolò Antonio scomparso in giovane età. Con quest'opera Gagini importa in Sicilia il classicismo fiorentino di Donatello e Rossellino. La critica non è concorde nell'attribuzione delle opere del periodo siciliano, alcune delle quali sono variamente attribuite a Domenico Gagini o a Francesco Laurana. è il caso del Busto di Pietro Speciale, oggi conservato in palazzo Mirto.
Sempre nel 1463 il procuratore della chiesa madre di Salemi, gli commissionò il Fonte battesimale oggi conservata nel Museo civico di Salemi, dove si trova anche una statua di S. Giuliano attribuito al Gagini. Seguono commissioni di monumenti sepolcrali quali il Monumento di Antonio Grignano nella chiesa del Carmine di Marsala (1475),  l'Arca di s. Gandolfo da Binasco, commissionatagli nel 1482 per la chiesa madre di Polizzi Generosa, il Monumento del vescovo Giovanni Montaperto nel duomo di Mazara del Vallo (1485). 

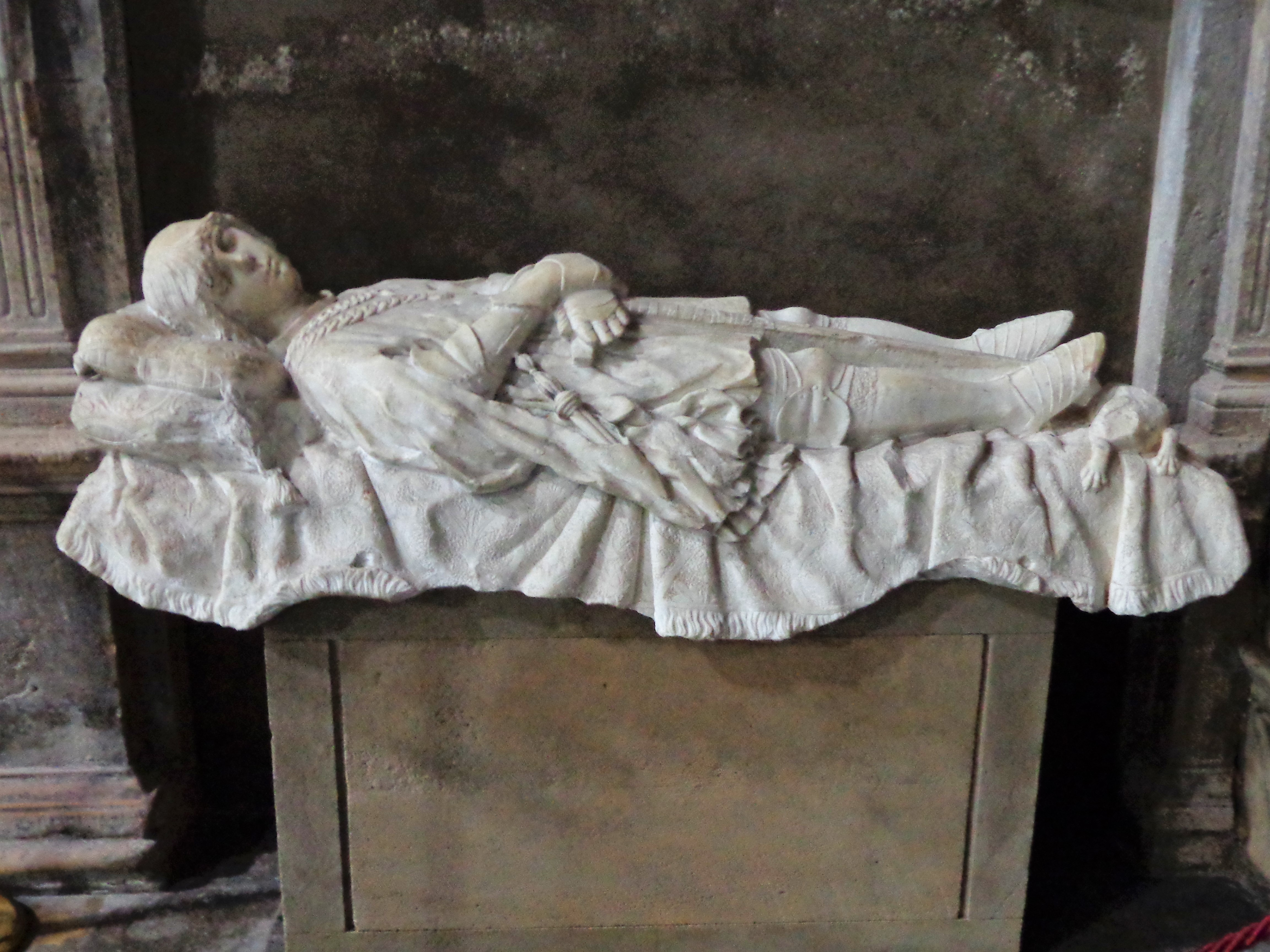
Sepolcro di Nicolò Antonio Speciale, Cappella della Madonna del Rosario, chiesa di San Francesco d'Assisi

È sepolto nella cappella della corporazione dei marmorai o scultori sotto il titolo dei «Santi Quattro Coronati» della chiesa di San Francesco d'Assisi di Palermo.

## Opere

### Opere sparse
- 1467, "Natività", manufatto marmoreo, opera facente parte della "Kress Collection" o "Kress Foundation" e custodita presso la National Gallery of Art di Washington.
- 1521, "Pietà", custodita nella chiesa di Maria Santissima Addolorata di Soverato situata nel borgo della Città. È un esempio di arte rinascimentale, una scultura in marmo bianco con la Vergine Maria che porta in grembo Cristo deposto dalla croce.

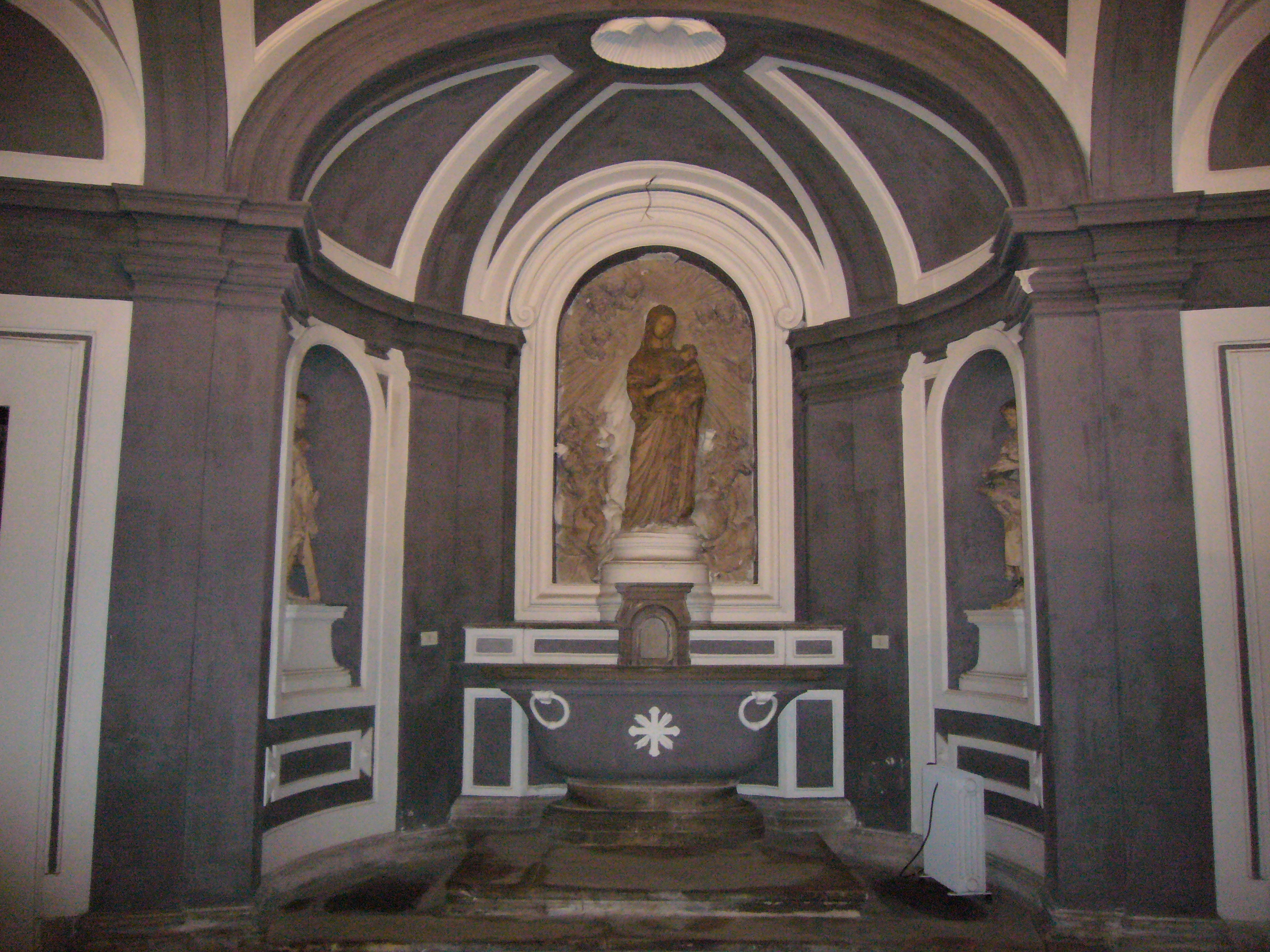
Madonna col Bambino nel succorpo dell'Annunziata

#### Genova
- 1451-1465, "Prospetto" (1451-1456), progettazione ambiente e realizzazione manufatti marmorei esterni in collaborazione con il nipote Elia Gagini commissionati nel 1448, opere presenti nel frontone della Cappella di San Giovanni Battista della cattedrale di San Lorenzo di Genova.[8]
- 1453, Tabernacolo, manufatto marmoreo, opera presente nella Loggia dell'Annunciazione della chiesa di Santa Maria di Castello di Genova.[9]
- 1453, Madonna con bambino, statua marmorea, commissione dei fratelli Lionello e Manuele Grimaldi Oliva, opera custodita nel Museo di Santa Maria di Castello di Genova.
- XV secolo, Baldacchino, manufatto marmoreo, opera a corredo del polittico dell'Annunciazione di Giovanni Mazone nella cappella di San Tommaso d'Aquino nella chiesa di Santa Maria di Castello di Genova.
- XV secolo, Portale, marmo e ardesia, riportato sulla navata laterale destra della chiesa di Santa Maria di Castello di Genova.[10]

#### Napoli
- 1457-1458, "Madonna col Bambino", statua marmorea, opera commissionata per basilica della Santissima Annunziata Maggiore di Napoli.[11]
- 1457-1458, "Temperanza", statua marmorea allegoria della Virtù, opera facente parte della coronazione dell'Arco di Alfonso V d'Aragona di Castel Nuovo o Maschio Angioino di Napoli.[12]
- 1457-1458, "Portale bifronte", manufatto marmoreo con bassorilievi raffiguranti la Parata trionfale di Alfonso d'Aragona fronte sala, nell'altro l'Ingresso del Re nel Castello, porta di comunicazione fra la Sala dei Baroni e gli appartamenti reali del Castel Nuovo o Maschio Angioino di Napoli.[13]
- 1457-1458, "Madonna col Bambino", statua marmorea, opera custodita nella Cappella Palatina o di Santa Barbara (Museo Civico) di Castel Nuovo o Maschio Angioino di Napoli.[14]
- 1457-1458, "Tabernacolo", manufatto marmoreo con raffigurazione dell'Ultima Cena nella predella, due Apostoli e due Evangelisti, dieci angeli genuflessi presso il tabernacolo, dalle sembianze di portale sormontato da Paraclito delimitato da quattro angeli sospesi, Padre Eterno benedicente con globo crucigero nella lunetta, opera custodita nella Cappella Palatina o di Santa Barbara (Museo Civico) di Castel Nuovo o Maschio Angioino di Napoli.
- 1457-1458, "Tabernacolo con Madonna e il Bambino", manufatto marmoreo con raffigurazione dei committenti devoti, Angelo Annunciante e Vergine Annunciata nei capitelli, busti di Profeti nei medaglioni, Padre Eterno benedicente con globo crucigero nella lunetta superiore e rilievo con raffigurazioni dell'Eden nella predella, opera custodita nella Cappella Palatina o di Santa Barbara (Museo Civico) di Castel Nuovo o Maschio Angioino di Napoli.[14]

### In Sicilia

#### Agrigento e provincia
- XV secolo, Madonna, statua marmorea, opera custodita nella chiesa di San Francesco di Agrigento.
- 1470, Madonna del Soccorso, statua marmorea, opera proveniente dalla chiesa della Madonna del Soccorso e custodita nel museo archeologico della Badia di Licata.
- XV secolo, Angelo Custode, altorilievo con raffigurazione di Tobia, frammento di Custodia, opera custodita nella chiesa di San Michele di Sciacca.[15]
- XV secolo, San Calogero e San Giovanni Battista, statue marmoree, opere di Domenico e Antonello Gagini inserite nella facciata del duomo di Maria Santissima del Soccorso di Sciacca.

#### Caltanissetta e provincia
- 1471, Sarcofago, monumento funebre commissionato per Giovanni Branciforte, opera custodita nel chiostro del convento del Carmine di Mazzarino.[16]

#### Catania e provincia
- 1476, Sarcofago, monumento funebre commissionato per Blasco Barresi, opera proveniente dalla chiesa di Santa Maria la Vetere e attualmente custodita nel santuario di Santa Maria della Stella di Militello in Val di Catania.[16]
- 1492, Madonna del Salterio, statua marmorea, attribuzione, opera custodita nella basilica di Santa Maria del Monte di Caltagirone.
- XV secolo, Madonna di Loreto, statua marmorea, attribuzione, opera custodita nella chiesa di San Francesco di Paola di Linguaglossa.

#### Messina e provincia
- 1477, Monumento, manufatto marmoreo dedicato a Artale Cardona con le raffigurazioni delle quattro Virtù Cardinali in stile gotico-rinascimentale, opera custodita nella chiesa di Santa Maria del Gesù del convento dell'Ordine dei frati minori osservanti di Naso.
- 1484, Sarcofago, manufatto marmoreo, monumento funebre di Laura commissionato dal marito il barone Enrico Rosso opera custodita nella chiesa dell'Annunziata oggi chiesa del Rosario di Militello Rosmarino.
- XV secolo, Santa Lucia, statua marmorea, attribuzione per stile contesa per periodo artistico con Francesco Laurana, opera custodita nella concattedrale di Santa Maria Assunta di Santa Lucia del Mela.
- XV secolo, Madonna con Bambino, statua in alabastro, opera custodita nel santuario di San Francesco di Paola di Milazzo.
- 1481, Sarcofagi, manufatti marmorei della Cappella Filangieri, opere custodite nella chiesa di Santa Maria dell'Aiuto del convento dell'Ordine di Sant'Agostino di San Marco d'Alunzio.[17]
- XV secolo, Madonna della Catena, statua marmorea, opera destinata alla chiesa del Rosario e oggi custodita nel duomo di Maria Santissima Assunta di Alcara Li Fusi.
- XV secolo, Chiostro, manufatti marmorei realizzati in collaborazione con Giovan Battista Mazzolo e Giandomenico Mazzolo, Antonello Freri, opere documentate nel convento di San Francesco all'Immacolata di Messina.
- XV secolo, San Giorgio, la principessa e il drago, bassorilievo marmoreo, attribuzione, opera custodita nel Museo Regionale di Messina.[18]

#### Palermo e provincia

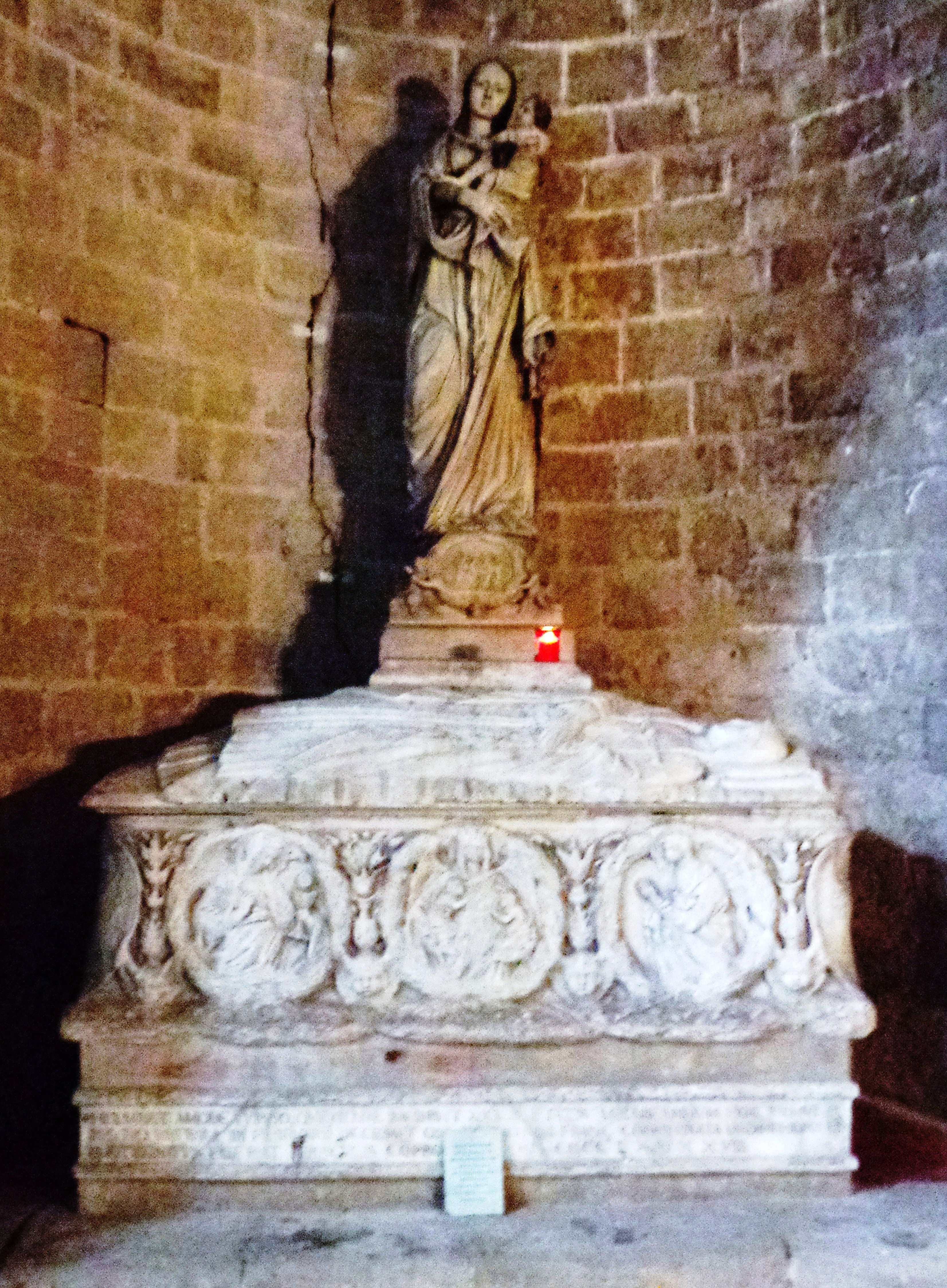
Sarcofago Beata Elisabetta Amodei, Cappella del Sacro Cuore, chiesa di San Francesco d'Assisi

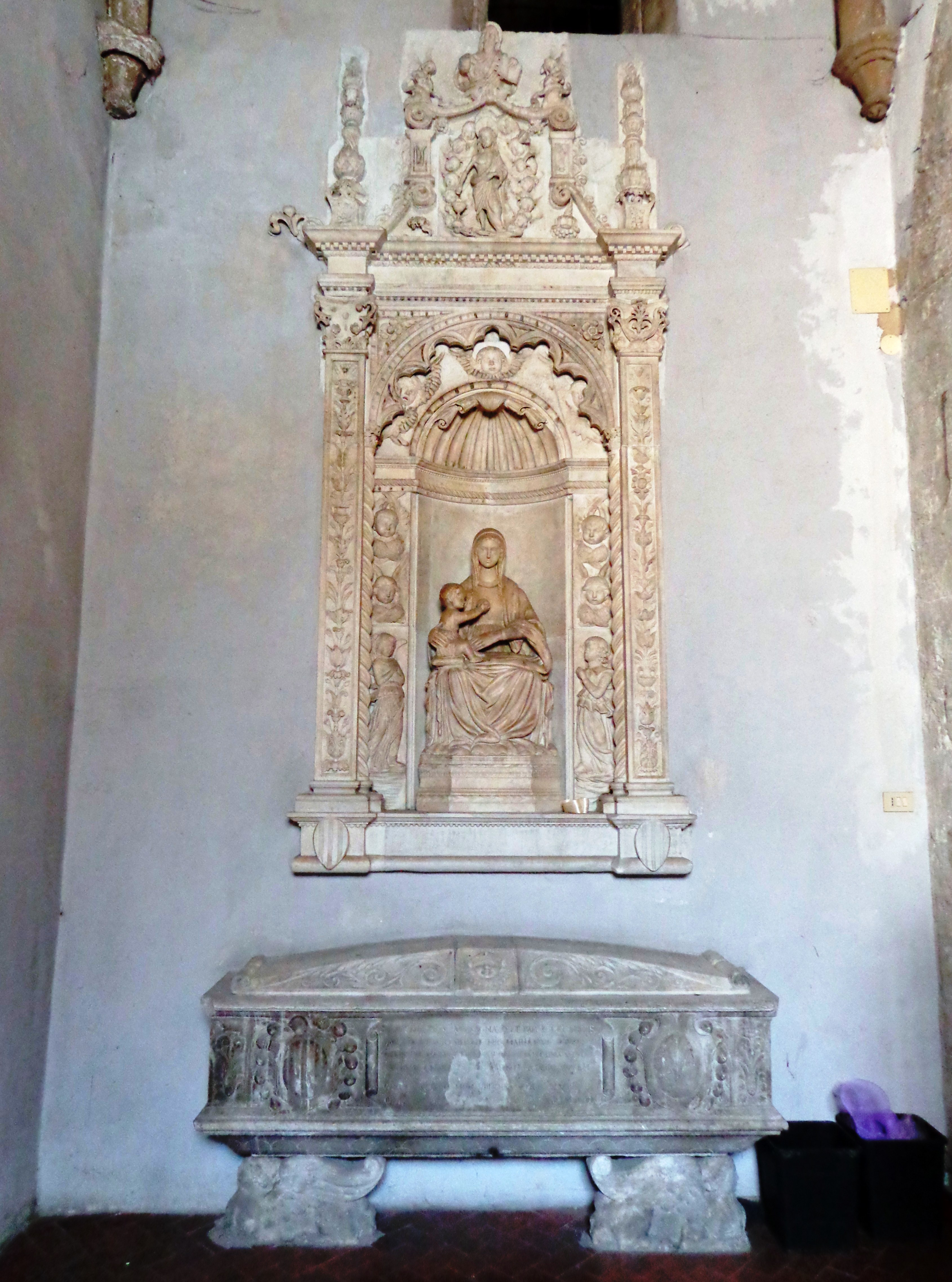
Sepolcro e "Madonna col Bambino", Cappella della Madonna della Neve, chiesa di San Francesco d'Assisi

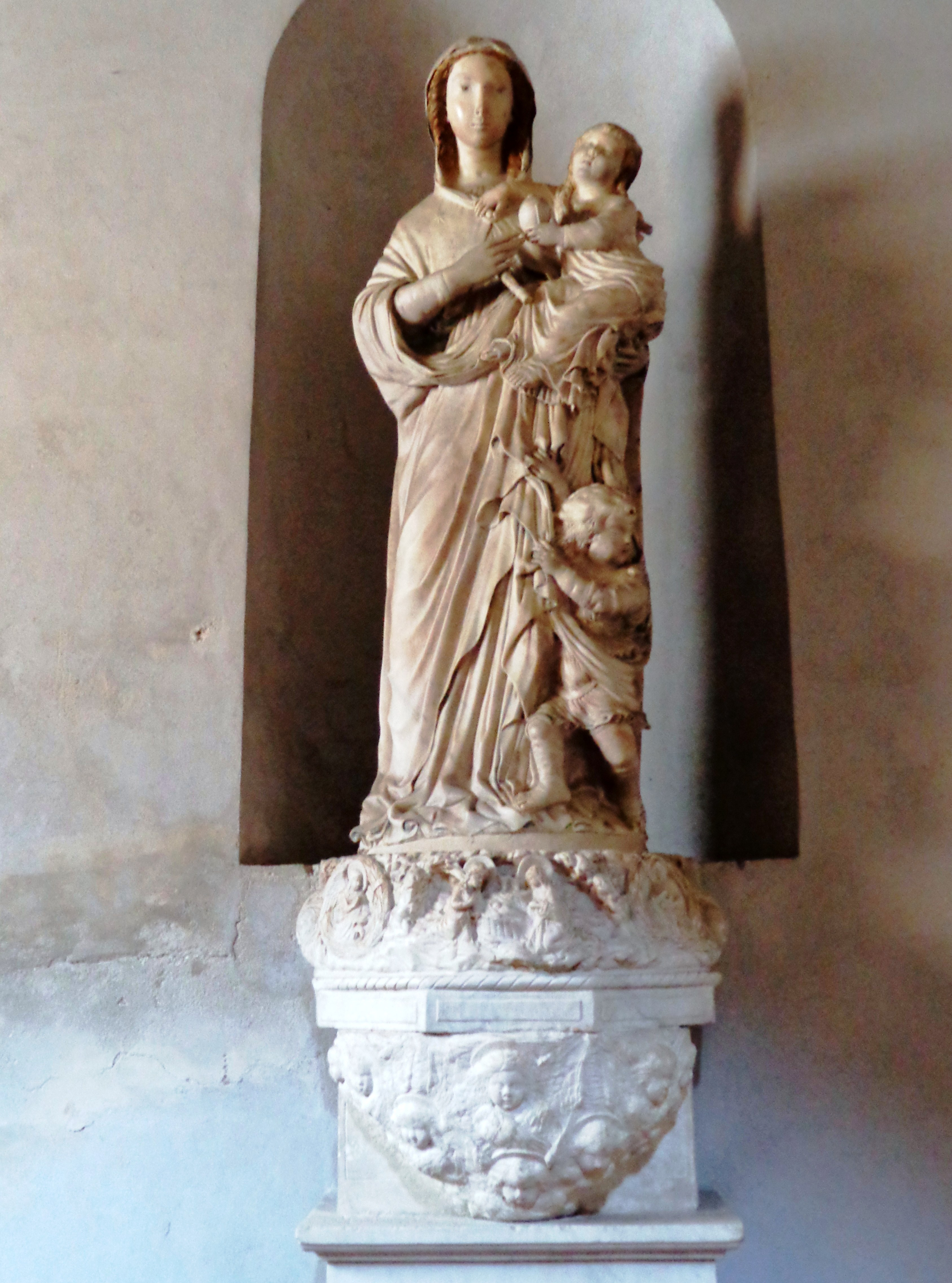
Statua della "Madonna col Bambino e San Giovanni", chiesa di San Francesco d'Assisi

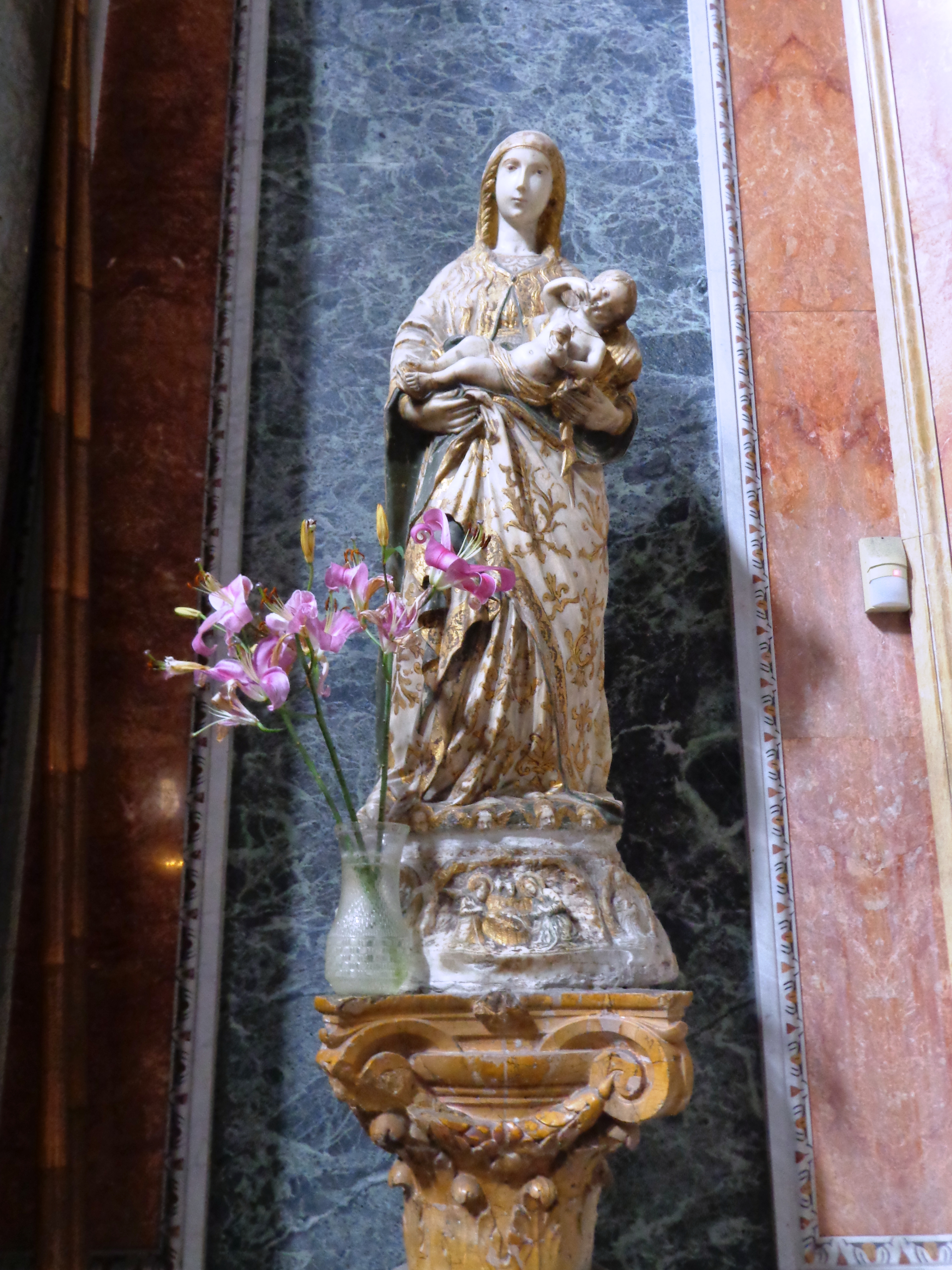
"Madonna dell'Oreto", chiesa di San Giuseppe dei Teatini

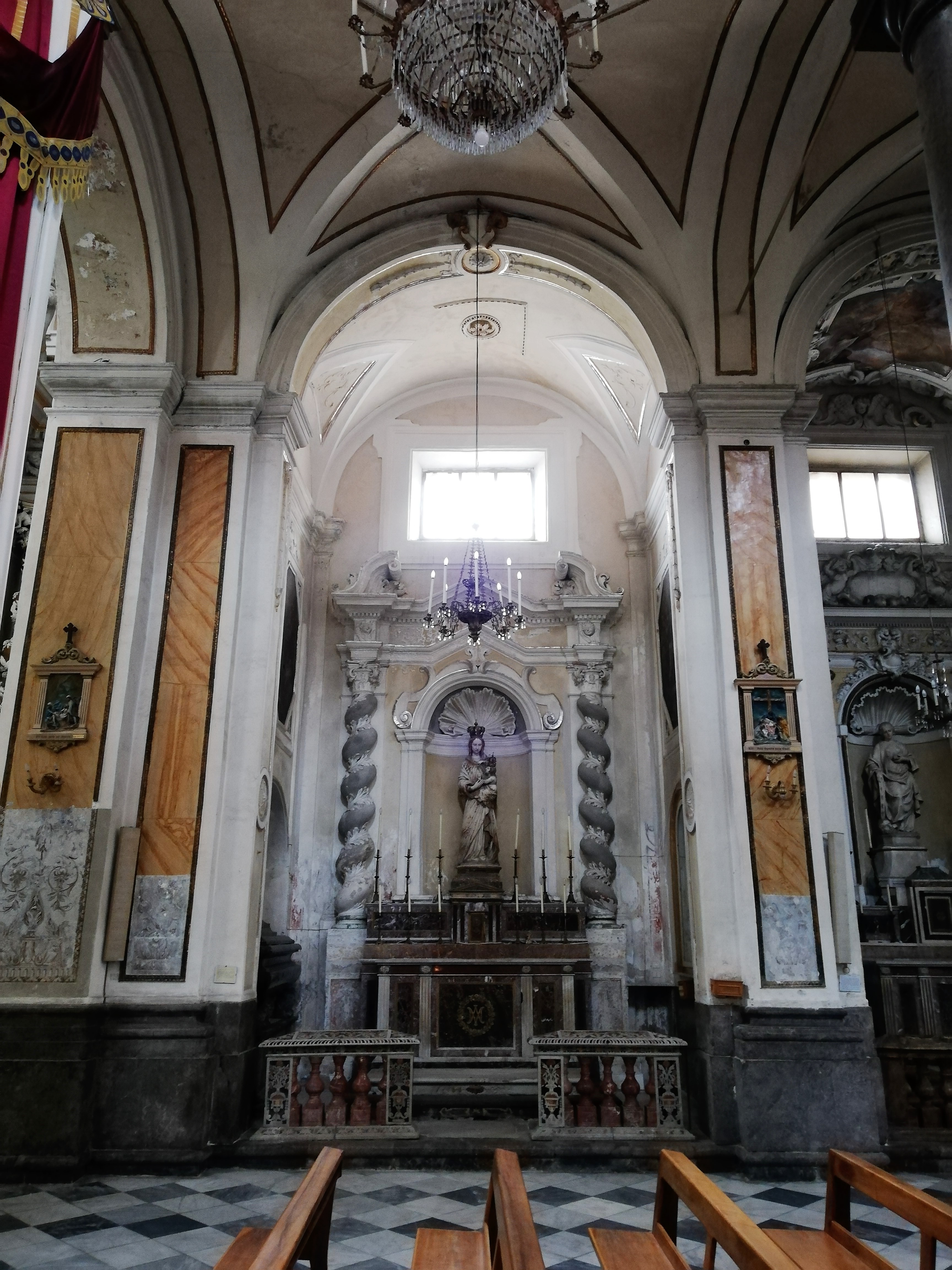
"Madonna dell'Udienza", chiesa del Carmine Maggiore

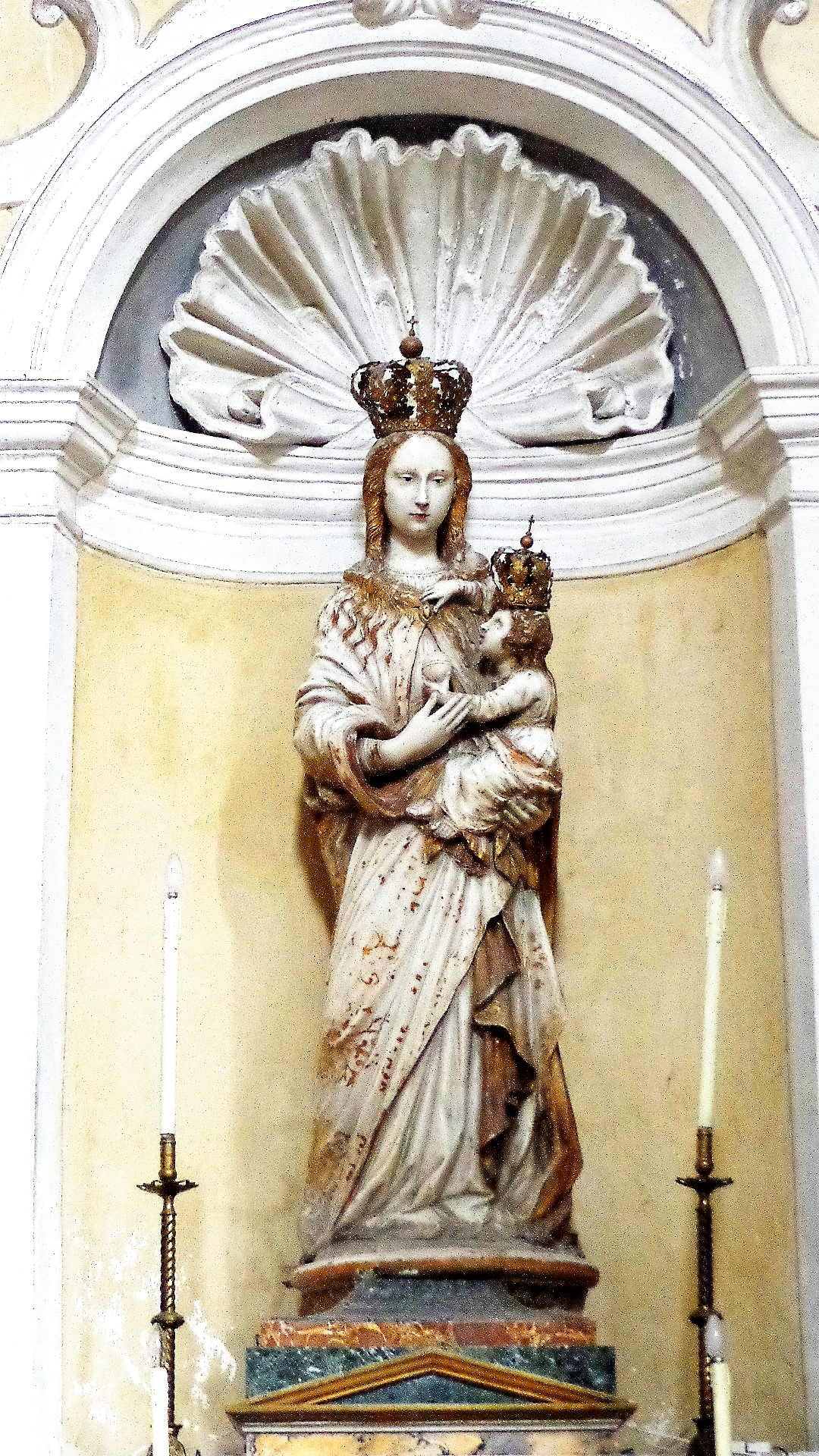
"Madonna dell'Udienza", chiesa del Carmine Maggiore

- 1475, Madonna della Porta, statua marmorea, opera conservata nella chiesa di Santa Maria La Porta di Geraci Siculo.
- 1480c., Pietà, altorilievo marmoreo, attribuzione, opera custodita nella Cappella del Santissimo Crocifisso della chiesa di Santa Maria di Gesù detta "la Gancia" di Termini Imerese.
- 1489, Tabernacolo, manufatto marmoreo. Nella predella la raffigurazione in bassorilievo di Gesù Cristo tra gli Apostoli e lo stemma del committente Francesco Sunzerio. Nel registro centrale il ciborio collocato fra dodici cherubini adoranti, ai lati in nicchie e scomparti le raffigurazioni degli Evangelisti e dei Dottori della chiesa. Nell'ordine superiore la lunetta con la raffigurazione della Natività di Gesù, in basso la Crocifissione tra le figure di San Pietro e San Paolo, il tutto delimitato da due candelabra ai lati. In alto Dio Padre fra angeli, ai lati le raffigurazioni dell'Angelo Annunciante e della Vergine Annunciata, registro delimitato da due candelabra. Commissione e realizzazione in collaborazione con Giovanni Gagini, Giorgio da Milano e Andrea Mancino, opera custodita in prossimità della Cappella del Santissimo Sacramento della basilica di San Pietro di Collesano.[19]
- XV secolo, Vergine, statua in marmo, opera custodita nella chiesa dei Santissimi Apostoli Pietro e Paolo di Caltavuturo.[20]

##### Palermo
- 1472, Intarsi, manufatti marmorei, opere presenti nella Cappella Palatina di Palazzo dei Normanni.[5]
- XV secolo, Busto, statua marmorea raffigurante Pietro Speciale, opera in origine custodita nello scalone di Palazzo Speciale[21] e oggi esposta a Palazzo Ajutamicristo.
- 1490-1501, Arco di Santa Cristina, manufatto marmoreo, commissione eseguita con la collaborazione di Gabriele di Battista, Antonello, Fazio e Vincenzo Gagini. Le formelle in bassorilievo dell'arco della Cappella di Santa Cristina con storie della patrona Santa Cristina trasforma in polvere l'icona di Apollo, commissionato nel 1477 (all'epoca Santa Cristina era protettrice della città di Palermo), disassemblate per l'intervento di Ferdinando Fuga e provenienti dalla cattedrale metropolitana della Santa Vergine Maria Assunta sono custodite nel Museo diocesano.[22][23]
- XV secolo, Statue, ricomposizione di sculture costituenti il gruppo del Genio di Palazzo Pretorio presenti opere di Gabriele di Battista, gruppo custodito nel Palazzo Pretorio.
- XV secolo, Acquasantiera, manufatto marmoreo, opera custodita nella cattedrale metropolitana della Santa Vergine Maria Assunta.[21][24]
- XV secolo, Madonna dell'Oreto, statua marmorea con bassorilievo della Natività alla base, opera disposta nella controfacciata della chiesa di San Giuseppe dei Teatini.
- XV secolo, Vergine Maria dell'Udienza, statua in marmo di Carrara, alla base è scolpito lo stemma dell'Ordine Carmelitano, opera custodita nella Cappella della Vergine Maria dell'Udienza della chiesa del Carmine Maggiore.
- Chiesa di San Francesco d'Assisi:
  - 1463, Cappella Speciale, cappella sepolcrale della famiglia Speciale, documentati i monumenti funebri di Antonello, Niccolò Antonio, Atanasio e Pietro Speciale Pretore di Palermo e Presidente del Regno, opere superstiti il sarcofago con l'effigie giovanile di Antonello Speciale e lapidi presenti fra la Cappella della Madonna del Rosario e la Cappella di San Giuseppe.[25][26]
  - 1492, Madonna del Soccorso, statua marmorea.[27]
  - 1492, Sarcofago, monumento funebre della Beata Elisabetta Amodei † 1498, opera custodita nella Cappella del Sacro Cuore.[7] "Madonna con Bambino", Chiesa di San Francesco di Paola di Milazzo

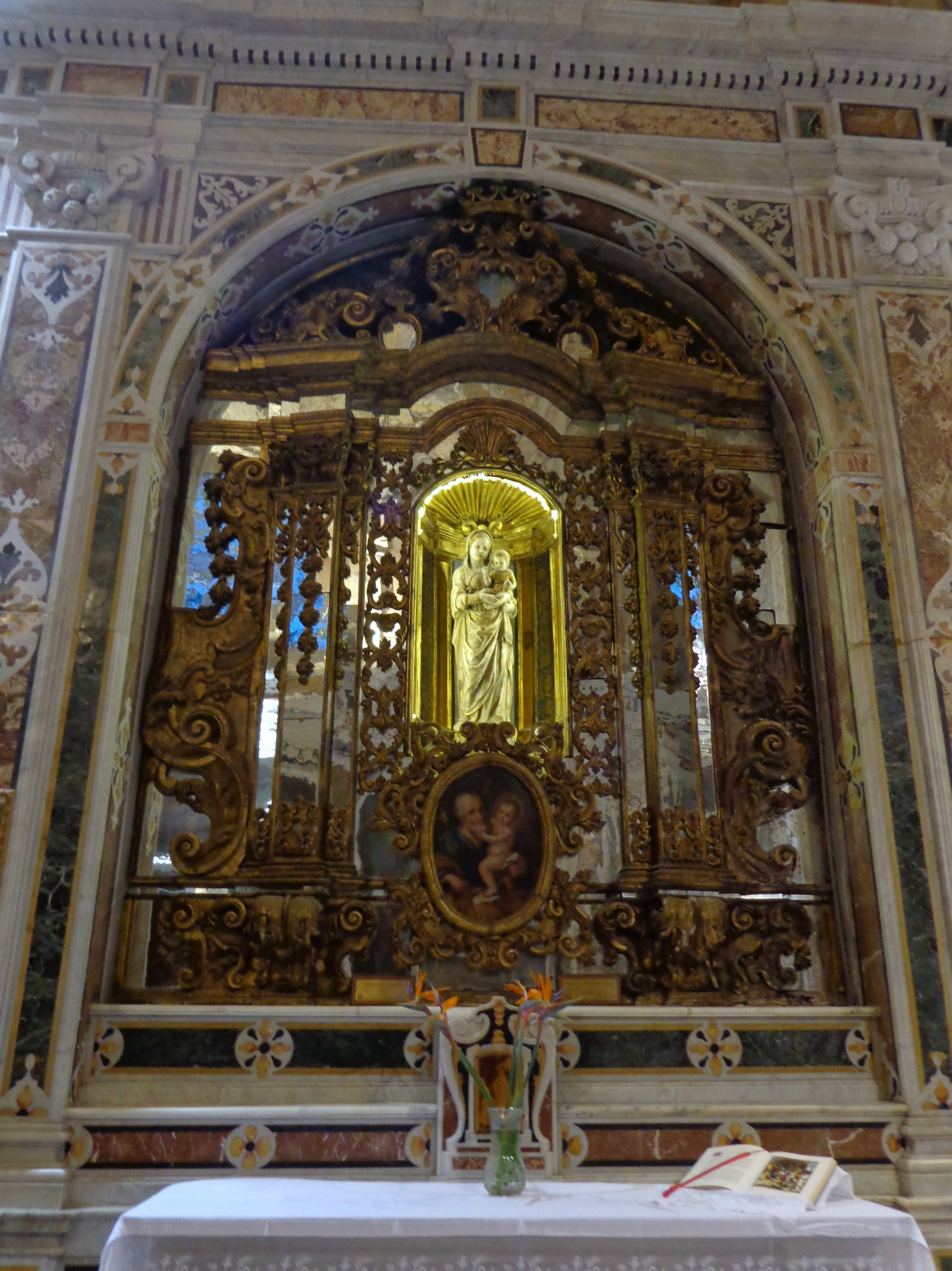
"Madonna con Bambino", Chiesa di San Francesco di Paola di Milazzo

  - XV secolo, Arco, Madonna col Bambino e San Giovanni, Madonna della Neve e Tabernacolo, manufatti marmorei, attribuzioni, opere custodite nella Cappella della Madonna della Neve, cappella sepolcrale della famiglia Alliata (principali committenti Mariano Alliata e Sigismondo Alliata).
  - XV secolo, Cappella dell'Angelo Custode, manufatto marmoreo, attribuzione, cappella sepolcrale della famiglia Bologna (sepolcro superstite di Eleonora Bononia del 1570).
- Galleria Regionale della Sicilia di Palazzo Abatellis:
  - 1484, Capitelli, manufatti marmorei, opere per la chiesa della Santissima Annunziata oggi non più esistente.[28]
  - XV secolo, Madonna del latte, statua marmorea, attribuzione all'artista e scuola.

##### Petralia Sottana
- 1471, Madonna dell'Alto, statua marmorea, opera custodita nel santuario della Madonna dell'Alto.

##### Polizzi Generosa
- 1482, Arca di San Gandolfo, sarcofago marmoreo di San Gandolfo da Binasco, manufatto commissionato dai Giurati di Città e dal Procuratore della Cappella. La lastra tombale di copertura raffigura la figura giacente del frate, nella predella gli Apostoli con Maria Vergine, quattro angeli e le scene della Predica nella matrice per la Quaresima, il Trasporto dell'Arca, la Venerazione dei fedeli scolpite attorno al cuscino. Opera presente nella Cappella di San Gandolfo della chiesa di Santa Maria Assunta.[29][30]
- 1473, Vergine con il Bambino o Madonna dello Scuro, statua marmorea, opera custodita nella Cappella di San Giuseppe o Cappella dei Notarbartolo della chiesa di Santa Maria Assunta.
- XV secolo, Santa Margherita, statua marmorea con elementi iconografici il libro e la coda attorcigliata del drago, attribuzione, opera custodita nella chiesa di Santa Margherita o Badia Vecchia.

##### San Mauro Castelverde
- 1480, Madonna della Provvidenza o Madonna del Soccorso, statua marmorea, opera custodita nella chiesa di Santa Maria de' Francis.

#### Siracusa e provincia
- XV secolo, Madonna col Bambino, statua marmorea, opera custodita nella cattedrale di Santa Lucia di Siracusa.
- XV secolo, Madonna del Cardillo, statua marmorea, opera custodita nella Galleria regionale di Palazzo Bellomo di Siracusa.[31]

#### Trapani e provincia
- XV secolo, Ancona marmorea, manufatto marmoreo, opera custodita nella chiesa di San Francesco d'Assisi di Alcamo.
- 1489, Madonna di Loreto, statua marmorea, iniziale "paternità", attuale attribuzione a Francesco Laurana, opera custodita nella chiesa di San Domenico di Castelvetrano.[16]
- XV secolo, Madonna di Trapani, statua marmorea, controversa attribuzione a Francesco Laurana, opera custodita nel duomo dell'Assunta di Erice.

##### Marsala
- 1474, Acquasantiera, manufatto marmoreo, attribuzione, opera custodita nella cattedrale di San Tommaso di Canterbury.
- 1475, Sarcofago, monumento funebre commissionato per Antonio Grignano, opera custodita nella chiesa del Carmine.[32][33]
- 1490, Madonna del Popolo, statua marmorea, attribuzione per stile, opera commissionata per la chiesa del Carmine e oggi custodita nella cattedrale di San Tommaso di Canterbury.[16]
- 1491, Madonna con bambino, statua marmorea, opera custodita nella chiesa San Francesco dell'Ordine dei frati minori conventuali.[16]

##### Mazara del Vallo
- XV secolo, Madonna con bambino, altorilievo marmoreo, attribuzione per stile, con raffigurazioni di San Pietro Apostolo, San Francesco d'Assisi, Sant'Antonio di Padova e San Bernardino da Siena, alla base le figure dell'Annunziata e dell'Arcangelo Gabriele, alle estremità due tondi con bassorilievi di Adamo ed Eva, opera custodita nella chiesa di Santa Maria di Gesù dell'Ordine dei frati minori osservanti.[34]
- XV secolo, Madonna con bambino, statua marmorea, attribuzione per stile, opera custodita nella chiesa di Santa Maria di Gesù dell'Ordine dei frati minori osservanti.[34]
- XV secolo, Madonna del Soccorso, statua marmorea, attribuzione per stile, opera custodita nella Cappella della Madonna del Soccorso della basilica cattedrale del Santissimo Salvatore.[34]
- XV secolo, Ciborio, manufatto marmoreo, opera conservata nella basilica cattedrale del Santissimo Salvatore.
- 1485, Sarcofago, manufatto marmoreo commissionato per il vescovo Giovanni Monteaperto Chiaramonte della documentata Cappella Montaperto Chiaramonte. L'aggregato monumentale è costituito dall'urna, dal coperchio recante la figura del prelato dormiente in abiti pontificali e da un gruppo di statue: le quattro Virtù cardinali nelle raffigurazioni della Prudenza, Giustizia, Fortezza, Temperanza destinate a sorreggere l'arca funeraria ed altre statue raffiguranti il Redentore, la Vergine Annunziata, i Quattro Evangelisti e Santa Caterina d'Alessandria. In seguito alla rimodulazione barocca della basilica cattedrale del Santissimo Salvatore l'opera fu disassemblata, gran parte dei componenti trovano oggi collocazione negli ambienti espositivi del Museo diocesano «Vito Ballatore».[35][34]

##### Salemi
Museo Civico di Salemi:
- 1464, Fonte Battesimale, manufatto marmoreo, opera proveniente dalla chiesa di San Francesco .[36][37]
- 1465, Madonna con bambino, altorilievo in terracotta, opera proveniente dal duomo Antico di San Nicola.[37]
- 1465, Madonna della Candelora, statua marmorea, opera proveniente dal duomo Antico di San Nicola.[37]
- 1480, Sarcofago di San Giuliano, manufatto marmoreo, opera proveniente dal duomo Antico di San Nicola.[37]
- 1463, San Giuliano, statua marmorea, opera proveniente dal duomo Antico di San Nicola.[37]

## Galleria d'immagini

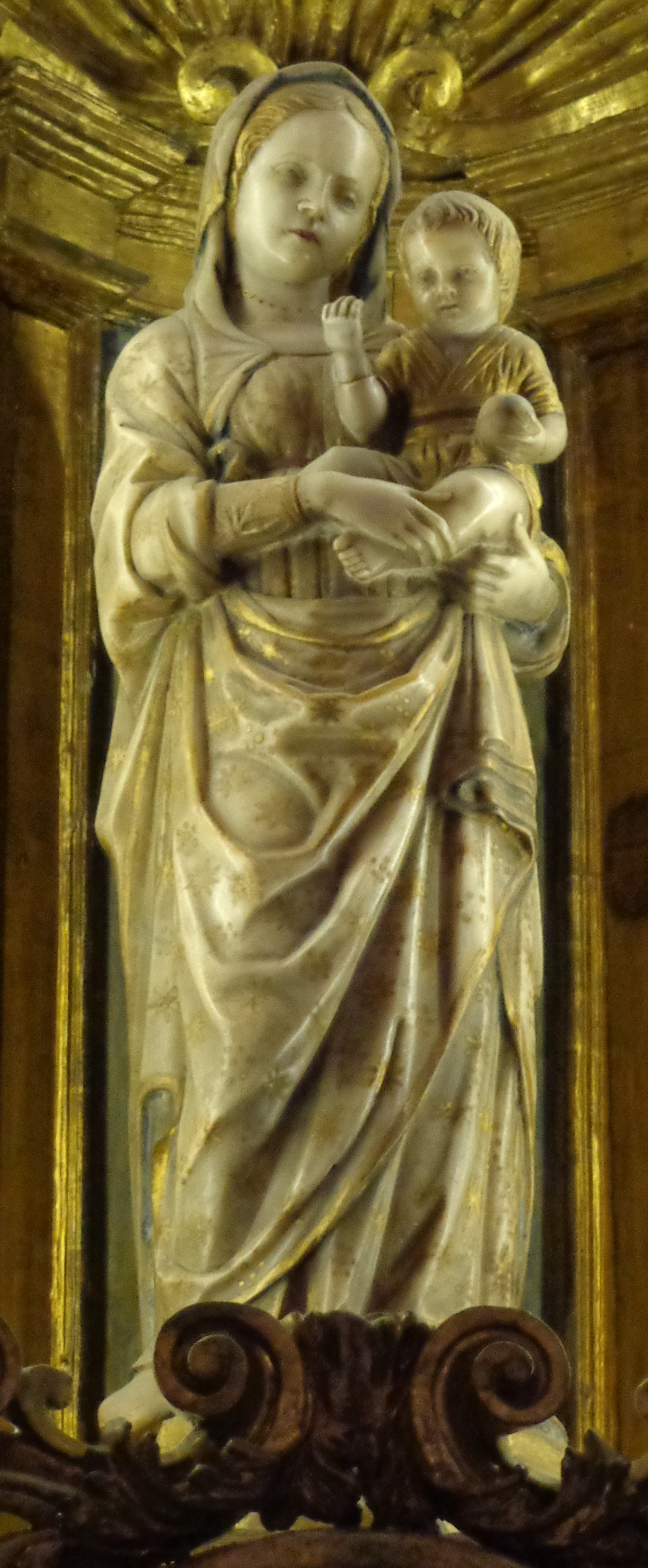
Madonna con Bambino, Chiesa di San Francesco di Paola di Milazzo
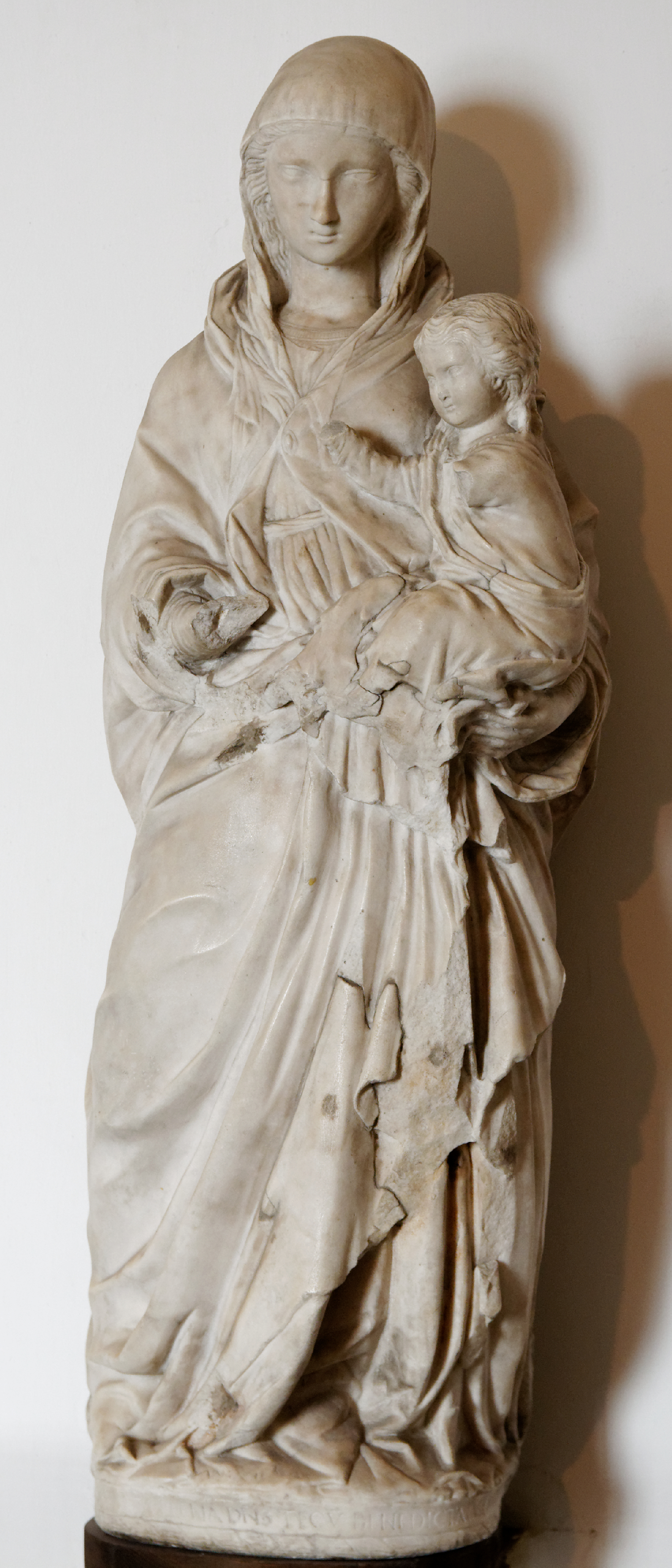
Vergine, Castel Nuovo, Napoli